# Roodkeelpieper
De roodkeelpieper (Anthus cervinus) is een zangvogelsoort uit het geslacht Anthus in de familie van piepers en kwikstaarten.

## Kenmerken
De roodkeelpieper lijkt sterk op de graspieper. Volwassen vogels zijn 14 tot 15 cm lang en hebben in het voorjaar een steenrood gekleurde keel en borst. In het najaar en de winter is vaak de keel nog lichtrood gekleurd, maar onvolwassen vogels missen het rood. Het verschil met de graspieper zijn dan de donkere strepen op de rug met daartussen witachtige strepen.

## Leefwijze
Het voedsel bestaat uit wormen, slakjes, insecten, larven, poppen en zaadjes.

## Voortplanting
Het legsel bestaat uit twee tot acht gevlekte eieren.

## Verspreiding en leefgebied
De roodkeelpieper komt voor van het noorden van Noorwegen en Siberië tot in het noordwesten van Alaska. De vogels overwinteren in het Oriëntaals gebied en Afrika. Het is een broedvogel van moerassen, natte toendra's en vochtige gebieden met struiken. Aan de kust is hij ook wel te vinden.

## Verspreiding in Nederland
In Nederland is de roodkeelpieper een vrij zeldzame doortrekker die vooral in mei wordt waargenomen. De eerste waarnemingen dateren uit 1960. Daarna steeg het aantal bevestigde waarnemingen snel. Er zijn uit de periode 1980 - 1991 39 waarnemingen die goed gedocumenteerd waren. Het werkelijke aantal ligt waarschijnlijk veel hoger. Overvliegende roodkeelpiepers zijn te herkennen aan het geluid.

## Status
De roodkeelpieper heeft een groot verspreidingsgebied en de grootte van de populatie wordt in 2017 geschat op 2 miljoen volwassen vogels. Er is geen aanleiding te veronderstellen dat de soort in aantal achteruit gaat. Om die reden staat deze pieper als niet bedreigd op de Rode Lijst van de IUCN.